# 榎本溫子
榎本溫子（日语：／ Enomoto Atsuko，1979年11月1日—），日本女性配音員。東京都出身，A型血。自由身。

## 來歷
家中三姊妹中的三女。高中時代參加甄選通過，隸屬於I'm Enterprise。在1998年時替電視動畫《男女蹺蹺板》女主角宮澤雪野配音出道。2001年以《ANGELIC LAYER》的主題曲《Be My Angel》踏入歌手行列。
2005年9月，從I'm Enterprise移籍到81 Produce。2006年2月的《光之美少女Splash Star》為移籍後的首部主演作品。2015年6月離開81 Produce。
於2016年3月7日宣佈與同為聲優的石井馬克結婚，後於2018年8月9日推特宣布與石井馬克離婚。

## 演出作品
※主角、主要角色以粗体表示

### 電視動畫
1998年
- 他和她的事情（宮澤雪野）

1999年
- 快感指令（雪村愛音）
- 課長王子（琴子）
- 鋼鐵天使（久留美）
- 淘氣二人組（麦子、芭比）

2000年
- 沉默的未知（丝卡蕾特）
- 銀装騎攻奥迪安（藍原南娜）
- DA!DA!DA!（小西綾）
- 神奇寶貝（美紀、胡桃、日向）

2001年
- 天使領域（鈴原美咲）
- 足球小将 Road to 2002（中澤早苗）
- The Soul Taker ～魂狩～（秋葉惠）
- Chance～Triangle Session～（青山有纪）
- 七虹香電擊作戰（葛城梓）
- 棋魂（奈瀨明日美）
- Baby Felix（美美）

2002年
- 阿波特戰記五九（紫苑）
- Panyo Panyo Di Gi Charat（琳娜卡拉）
- .hack//SIGN（A-20）
- 巴狼1號（杉野优子）

2003年
- 銀河天使 第3期（A子）
- 神奇寶貝Side Story（胡桃）
- Di gi Charat Nyo（琳娜卡拉）
- 坦克王（卡洛斯）

2004年
- 流星战队Musumet（早乙女玛茜雅／Otome Magenta）

2005年
- 玻璃假面（田渊惠美）
- 高機動交響曲（辻野友美）
- Canvas2 ～虹色的图画～（望月狮子）
- Keroro軍曹（（巨大女））
- 星艦駕駛員（麻耶秋穗）
- 外道乙女隊（北華音子）
- 神奇寶貝超世代（日向）

2006年
- 我愛美樂蒂：轉轉旋律魔法牌（遠野畑子）
- 鍵姬物語 永久愛莉絲迴旋曲（大神美香）
- Gift 〜eternal rainbow〜（淺川瀨奈）
- 銀魂（年輕時的登勢大嬸）
- 銀河天使II（枣·伊萨由依）
- 蜘蛛行者 ～神谕的勇者们～（爱美拉达）
- .hack//Roots（Bセット）
- 光之美少女Splash Star（美翔舞／舞天使／风天使）
- 我們的存在（竹內文香）
- MÄR 魔兵傳奇（海王星）
- 聲優白皮書（仲村夕海）

2007年
- 風之少女艾蜜莉（蘿達·史圖亞特）
- CLANNAD（宮澤有紀寧）
- 驅魔少年（美美）
- 噗噜噜！小水滴（ラブさん）

2008年
- 神枪少女 -IL TEATRINO-（崔叶拉）
- 星梦天使（远藤真纪）
- CLANNAD ～AFTER STORY～（宮澤有紀寧）
- 骷髏13（凡妮莎）
- SKIP·BEAT!（高園寺繪梨花）
- SCARECROWMAN THE ANIMATION（爱丽丝）
- 無敵偵探貴公子（月荫树生）
- 超能少女（星花月菜）
- 野良耳2（奈奈子）
- 噗噜噜！小水滴 啊哈☆（ラブさん）
- 神奇寶貝鑽石&珍珠（日向）
- 棒球大聯盟第4季（陣內愛麗絲）

2009年
- Weiss Survive R（静流）
- 元素猎人（琪雅拉·菲莉娜）
- 戀愛班長（姬乃華戀）
- 绝叫学级（黄泉）※内短篇动画版

2010年
- 名偵探柯南（副島栞）
- 棒球大联盟第6季（阵内爱丽丝）

2011年
- 卡片戰鬥先導者（先導惠美）
- 绝叫学级（黄泉）※内短篇动画版

2012年
- 绝叫学级（黄泉）※内短篇动画版
- 要聽爸爸的話！（敵〈幹部〉）

2013年
- LINE OFFLINE 上班族（莎莉）
- LINE TOWN（莎莉）

2014年
- Happiness Charge 光之美少女！（舞天使）
- GUNDAM創戰者TRY（導師）
- Bonjour♪戀味蛋糕店（三之宮椿）

2015年
- 神奇寶貝XY（貝莉）

2016年
- 夢幻之星Online2 The Animation（拉比、沙耶香、弗林）

2021年
- 鍵等（宮澤有紀寧）

2022年
- 令和的Di Gi Charat（琳娜卡拉）

2023年
- 希望之力～成年光之美少女'23～（美翔舞[1]）

### OVA
2000年
- AMON ～AMON 恶魔人默示录～（牧村美树）
- 银河英雄传说外传·决斗者（莎比妮·冯·利顿海姆）
- Maetel传说（爱美拉达丝）

2001年
- Puni Puni☆Poemi（我我守三月）

2002年
- 魔法護士小麥（秋葉惠）

2003年
- 水瓶战记SagaII～Don't forget me…～（严岛美晴）
- .hack//SIGN（米絲特萊爾）

2004年
- 東京大學物語（水野遙）
- （乱奈）
- 秋之回憶 3.5 傳達祈願的時刻（花祭果凜）

2005年
- 小魔女小捏（茜奥蕾塔）

2007年
- .hack//G.U. Returner（艾娜）

2008年
- .hack//G.U. TRILOGY（艾娜）

2017年
- Landreaall（伊安·盧卡佛特）※單行本29卷限定版DVD

### 電影動畫
2002年
- GUILSTEIN（莎比·史雅特）

2006年
- 光之美少女Splash Star 滴嗒危机一髪！（美翔舞／舞天使／风天使）

2008年
- 剧场版棒球大联盟 Major 友情的一球（阵内爱丽丝）
- 超〜短篇 光之美少女 All Stars GoGo Dream Live！（美翔舞／舞天使／風天使）

2009年
- 光之美少女 All Stars DX 大家都是朋友☆奇蹟的全員大集合！（美翔舞／舞天使／風天使）

2010年
- 光之美少女 All Stars DX2 希望之光☆守護彩虹寶石！（美翔舞／舞天使／風天使）

2011年
- 光之美少女 All Stars DX3 傳達到未來！連結世界☆彩虹之花！（美翔舞／舞天使／風天使）

2014年
- 光之美少女 All Stars New Stage3 永遠的朋友（美翔舞／舞天使）

2015年
- 人造人009 VS 惡魔人（小莎）

2018年
- HUG！光之美少女♡光之美少女 All Stars Memories（美翔舞／舞天使[2]）

### 網路動畫
2008年
- 夏娃的时间（佳代）

2013年
- 花之枝豆丸

2014年
- 早安戀味蛋糕店（三之宮椿）
- Master of Torque（御影真希奈）

2021年
- みにヴぁん ら〜じ（先導惠美）

### 遊戲
1998年
- （藤乃梓）※PC、SS版

1999年
- ESPION-AGE-NTS（塞拉·鲁利亚）

2000年
- （爱比丽、瓦露比）

2001年
- Canvas ～深棕色的构图～（美咲彩）※家庭用版
- Tomak～Save the Earth～Love Story（爱薇安）

2002年
- .hack（米丝特莱尔、艾娜）
- 劍芒羅曼史II（莎朗·艾斯特尔）

2003年
- Arc the Lad 精灵之黄昏（黛尔玛）
- 星之海洋 Till the End of Time（索菲娅·艾斯蒂德、爱蜜娜·雷菲尔德）
- 鼻毛真拳 恥毛祭（ビュティ、鈴、田樂人、死亡面具）
- 鲁邦三世 海底消失的秘宝（莉雅娜）

2004年
- Arc the Lad GENERATION（黛尔玛）
- 轉生學園幻蒼錄（那須乃美沙紀）
- 秋之回忆 ～从今以后～（花祭果凛）

2005年
- 召喚夜響曲外傳:破曉之翼（爱娜）
- 永別月夜（爱丽丝）
- 火焰之纹章 苍炎之轨迹（米丝特）

2006年
- 高机动交响曲 青之章 ～从光之海送出信～（辻野友美）
- Gift -prism-（淺川瀨奈）
- 银河天使 II 绝对领域的门扉（荻塔）
- CLANNAD（宫泽有纪宁）
- 轉生學園月光錄（那須乃美沙紀）
- 秋之回憶:從今以後again（花祭果凛）
- 光之美少女Splash Star：Panpaka 遊戲決好調（美翔舞／舞天使／風天使）

2007年
- 银河天使 II 无限回廊的钥匙（枣·伊萨由依）
- 小国王与约束之国 最终幻想·水晶编年史（倩姆）※

2008年
- Yes！光之美少女5 GOGO！全員集合！夢幻慶典（美翔舞／舞天使／風天使）
- 阿瓦隆密码（米爱莉）
- 里克與約翰～消失的兩幅圖～（蒂安娜·弗拉威尔）
- LUX-PAIN（神代弥生）

2009年
- 银河天使 II 永劫回归的时刻（枣·伊萨由依）

2010年
- Game Book DS 水瓶战记 Perpetual Period（二阶堂优芽）
- .hack//Link（米丝特莱尔、艾娜）

2012年
- 夢幻之星Online2（諾瓦爾·多拉爾）

2013年
- 卡片鬥爭先導者 衝向勝利！！（先導惠美）
- 羅密歐VS茱麗葉（芭爾塔薩·阿庫伊拉）

2014年
- 我的魔塔～超越傳說無盡之塔～（堆高機[3]、油罐車、衝擊式破碎機、高壓洗淨機）
- 卡片鬥爭先導者 鎖定勝利！！（先導惠美）
- Dolly Kanon 變裝輪唱曲秘密音樂活動（櫻木美鈴[4]）
- 羅密歐&茱麗葉（芭爾塔薩·阿庫伊拉）
- 擂台☆夢想～女子職業摔角大戰～（暴風雪片倉）

2015年
- 不可思議編年史 不獲勝利絕不回頭（娜米）

2016年
- .hack//New World（米絲特萊爾、琪拉莉）

2017年
- 星之海洋：記憶（索菲婭·艾斯蒂德）
- .hack//G.U. Last Recode
- 聖火降魔錄 英雄雲集（密斯特）

2018年
- 銀魂亂舞（登勢大嬸〈年輕時〉）
- 光之美少女 連線消除（美翔舞／舞天使）
- LINE Little Knights（莎莉）

### 廣播劇CD
- 水瓶戰記系列
  - 7周年纪念Drama CD（東海林光）
  - 10th 周年纪念 Drama CD（東海林光）
  - Game Book 企画会議～瞄准女主角宝座！～（二階堂優芽）
  - 望刻之塔Special BOX同梱Drama CD（二階堂優芽）
- 81 Produce Original Drama CD Prologue End ～～
- CLANNAD 在被光守护的坡道上 第3卷第1话（宫泽有纪宁）
- 害羞忍者少年（御城紫信）
- Landreaall（伊安·卢卡佛特）
- 羊くんならキスしてあげる☆（日语：羊くんならキスしてあげる☆）（プレイングドラマ版のみ）（2007年，永原羊）

### 廣播節目
- 温子と隼人のアクエリ放送局（關西廣播電台 2004年10月1日－2005年10月28日）、（音泉 2005年11月8日－）
- 榎本温子のらじお・む～
- 王立温泉ルリルラ（株式會社文化放送 2004年4月5日－）
- 超機動放送アニゲマスター（株式會社文化放送 1997年10月12日－2004年3月27日）
- VOICE CREW（NACK51999年4月4日－2000年4月2日）
- らぶげ魂 外道乙女隊放送局（音泉 2005年4月4日－2005年12月26日）
- .hack//G.U.RADIO ハセヲセット（株式會社文化放送 2006年4月9日－2007年4月1日）

## 音樂作品

### 單曲
| 枚  | 發售日期      | 標題                              | 規格編號   | 最高位 |
| --- | ------------- | --------------------------------- | ---------- | ------ |
| 1st | 2001年5月3日  | Be My Angel                       | AVCA-14145 | 47位   |
| 2nd | 2002年3月13日 | Ray Rule                          | AVCA-14309 | 86位   |
| 3rd | 2002年5月9日  | Keep on Going                     | AVCA-14376 | 67位   |
| 4th | 2007年6月6日  | ココロレーダー/Good Luck Good Day | FRCA-1179  | 圈外   |

### 專輯
| 枚      | 發售日期      | 標題           | 規格編號   |
| ------- | ------------- | -------------- | ---------- |
| 1st     | 2002年8月16日 | Touch My Heart | AVCA-14443 |
| 2nd     | 2004年2月11日 | Ray Rule       | AKCJ-80039 |
| 3rd     | 2004年3月10日 | Keep on Going  | AKCJ-80040 |
| 1st迷你 | 2004年9月15日 | Rainbow        | FRCA-1179  |

### 影像作品

#### LIVE影像
| 枚  | 發售日期      | 標題                                                 | 規格編號   |
| --- | ------------- | ---------------------------------------------------- | ---------- |
| 1st | 2004年6月30日 | LIVE A HOUSE OF LOVE                                 | AKBJ-82007 |
| 2nd | 2004年9月15日 | 榎本温子 CONCERT 2004 Private Heaven in SHIBUYA BOXX | IOBD-15015 |

## 外部連結
- 榎本溫子的X（前Twitter）
- 榎本溫子的Instagram帳戶
- （日語）（2016年9月14日－）－榎本溫子的官方個人部落格。